# Confrérie de la Vérité Russe
La Confrérie de la Vérité russe était une organisation secrète, anti-communiste, qui avait pour but de renverser le pouvoir soviétique et restaurer l'ancienne Russie; constitué de russes blancs émigrés, fondée à Berlin en 1922, par le duc Georges Nikolaïevitch de Leuchtenberg, l'écrivain  Sergueï Sokolov-Kretchetov, Alexandre Amphitheatrov, le général Piotr Krasnov, le prince Anatoly Lieven et d'autres anciens membres des Armées blanches pour la résistance au pouvoir soviétique, comme Le prince Vladimir Orloff en France. 
En 1921, s'est tenu à l'Hôtel Majestic le Congrès de toute l'émigration russe, ayant pour objectif de libérer la Russie du communisme. Le Comité national russe permanent y fut institué. Face aux associations monarchistes, il s'est constitué des organisations secrètes.
La Confrérie de la Vérité russe avait des bureaux  dirigés par Vladimir Bourtzeff  à Paris, Anatoly Lieven en Lettonie, Gondatti en Extrême-Orient, Sergey Nikolaevich Tregubov  à Belgrade et AA Vonsiatsky en Amérique.
Les membres se reconnaissent entre-eux par un numéro matricule et s'appellent frères. Le magazine "Vérité russe" était l'organe central du mouvement. Le terme « Vérité russe (Rousskaïa Pravda) » est le mot utilisé pour décrire le code russe des lois établies par le prince russe du Moyen Âge Iaroslav le Sage.
La Confrérie de la Vérité russe voulait restaurer restaurer l'ancienne Russie avec le grand-duc Nicolas pour succéder à Nicolas II. Le Métropolite Antony, premier Primat de l'Église orthodoxe russe hors frontières a béni la Confrérie de la Vérité Russe.
Pour lutter contre le bolchevisme, les membres de la Confrérie de la Vérité russe avait organisé un réseau clandestin sur le territoire de la Russie soviétique transportant illégalement leurs partisans dans l'Union soviétique. Dans un premier temps, les moyens d'action de la Confrérie étaient la terreur, les attentas et la destruction de bâtiments publics. La Guépéou a infiltré un agent, Kohlberg, ou fait répandre la rumeur que Kohlberg était son agent. Ce qui a provoqué une scission au sein du mouvement. 
L'organisation a été dirige par le prince Anatoly Lieven, le général Piotr Krasnov et le général Nikolaï Ioudenitch mais a pratiquement cessé son activité en 1932 quand un agent de la GPU, AA Martynov,  a assassiné le colonel Afinogen Argunov, président du mouvement en Extrême-Orient.